# Copa Italia Primavera
La Copa Italia Primavera es una competición futbolística disputada entre los equipos juveniles de la Serie A en la liga, también inscritos en el Campeonato de Primavera. Todos los jugadores son menores de 20 años de edad. La primera edición se celebró en la temporada 1972-1973. Debido a motivos de patrocinio, la copa es llamada oficialmente Primavera TIM Cup.

## Formato
Los 42 equipos se enfrentan en partidos de ida y vuelta a eliminación directa. Hay una ronda preliminar, la primera y la segunda ronda de eliminación, posteriormente llegan los octavos, cuartos, semifinales y la final.

## Campeonatos por Año
- 1972-1973  Inter
- 1973-1974  Roma
- 1974-1975  Roma
- 1975-1976  Inter
- 1976-1977  Inter
- 1977-1978  Inter
- 1978-1979  Lazio
- 1979-1980  Fiorentina
- 1980-1981  Bari
- 1981-1982  Avellino
- 1982-1983  Torino
- 1983-1984  Torino
- 1984-1985  Milan
- 1985-1986  Torino
- 1986-1987  Cremonese
- 1987-1988  Torino
- 1988-1989  Torino
- 1989-1990  Torino
- 1990-1991  Avellino
- 1991-1992  Empoli
- 1992-1993  Udinese
- 1993-1994  Roma
- 1994-1995  Juventus
- 1995-1996  Fiorentina
- 1996-1997  Napoli
- 1997-1998  Bari
- 1998-1999  Torino
- 1999-2000  Atalanta
- 2000-2001  Atalanta
- 2001-2002  Lecce
- 2002-2003  Atalanta
- 2003-2004  Juventus
- 2004-2005  Lecce
- 2005-2006  Inter
- 2006-2007  Juventus
- 2007-2008  Sampdoria
- 2008-2009  Genoa
- 2009-2010  Milan
- 2010-2011  Fiorentina
- 2011-2012  Roma
- 2012-2013  Juventus
- 2013-2014  Lazio
- 2014-2015  Lazio
- 2015-2016  Inter
- 2016-2017  Roma
- 2017-2018  Torino
- 2018-2019  Fiorentina
- 2019-2020  Fiorentina
- 2020-2021  Fiorentina
- 2021-2022  Fiorentina
- 2022-2023  Roma

## Campeonatos por equipo
| Equipo     | Títulos |
| ---------- | ------- |
| Torino     | 8       |
| Fiorentina | 7       |
| Roma       | 6       |
| Inter      | 6       |
| Juventus   | 4       |
| Atalanta   | 3       |
| Lazio      | 3       |
| Bari       | 2       |
| Lecce      | 2       |
| Milan      | 2       |
| Avellino   | 2       |
| Empoli     | 1       |
| Genoa      | 1       |
| Cremonese  | 1       |
| Napoli     | 1       |
| Sampdoria  | 1       |
| Udinese    | 1       |